# Plaza Ernesto Tornquist

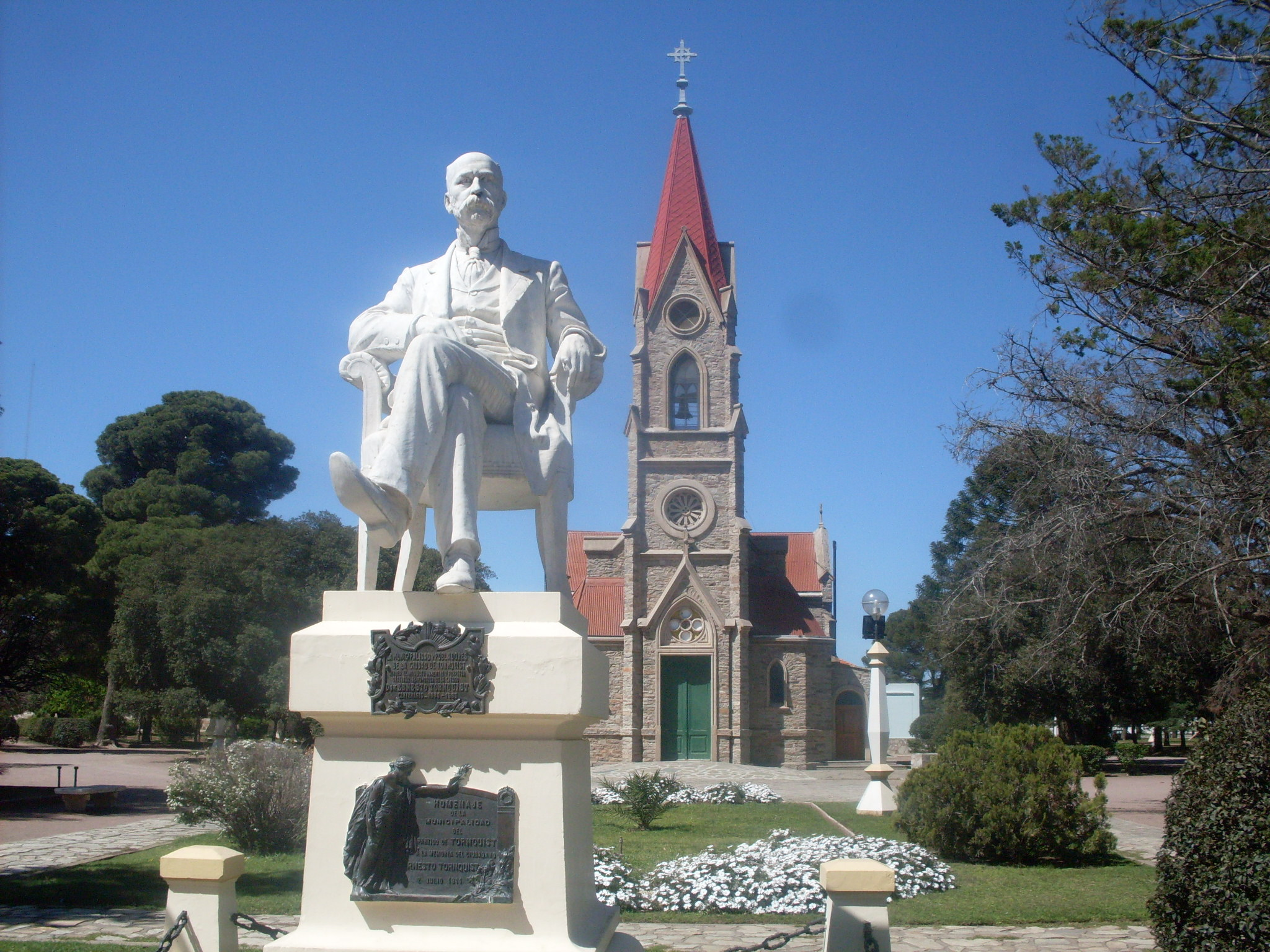
Plaza Tornquist

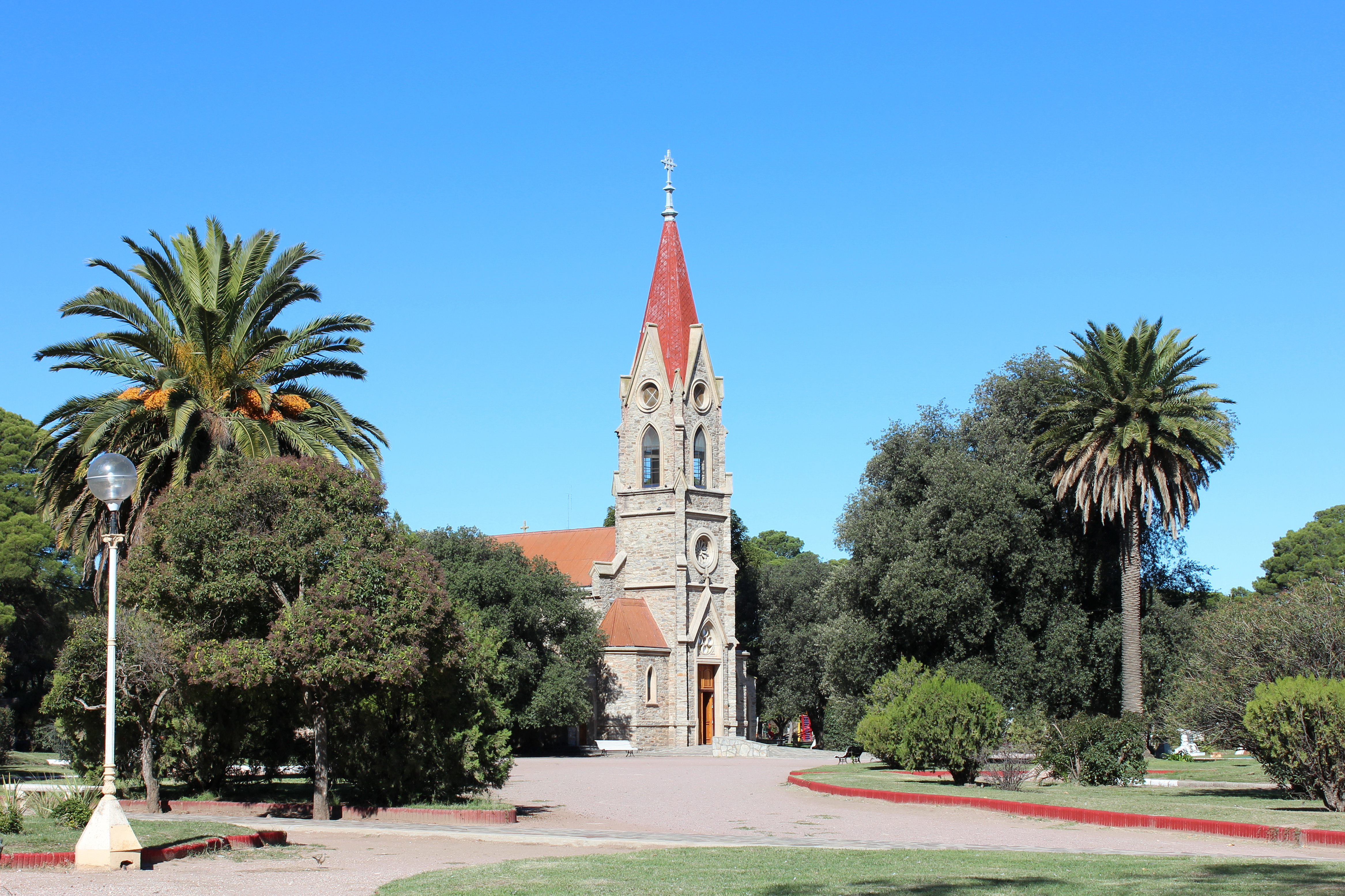
Vista de la Iglesia Santa Rosa de Lima en el interior de la Plaza.jpg (página de descripción)

Interior de la Iglesia Santa Rosa de Lima

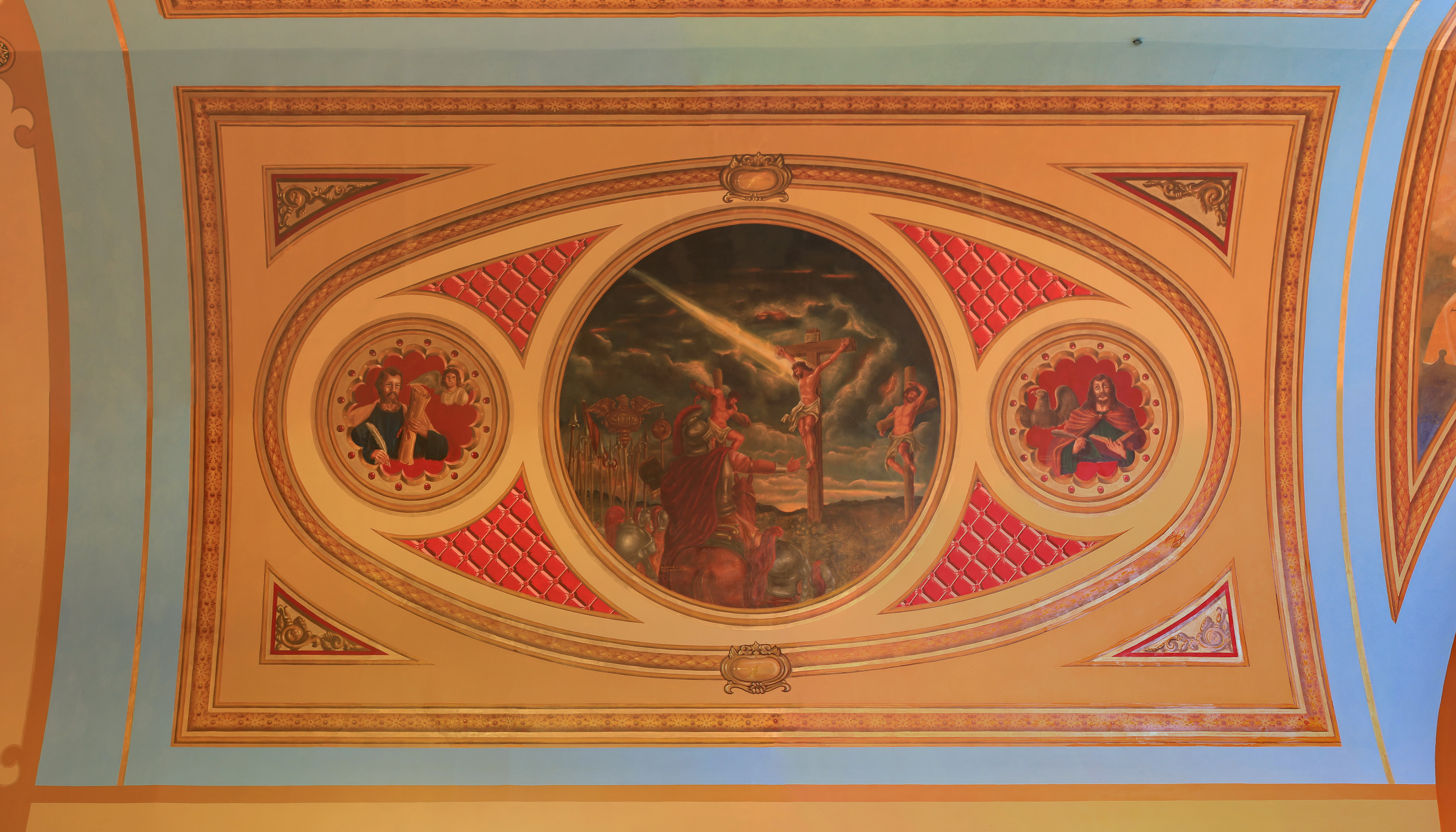
Cielo raso de la Iglesia Santa Rosa de Lima (detalle)

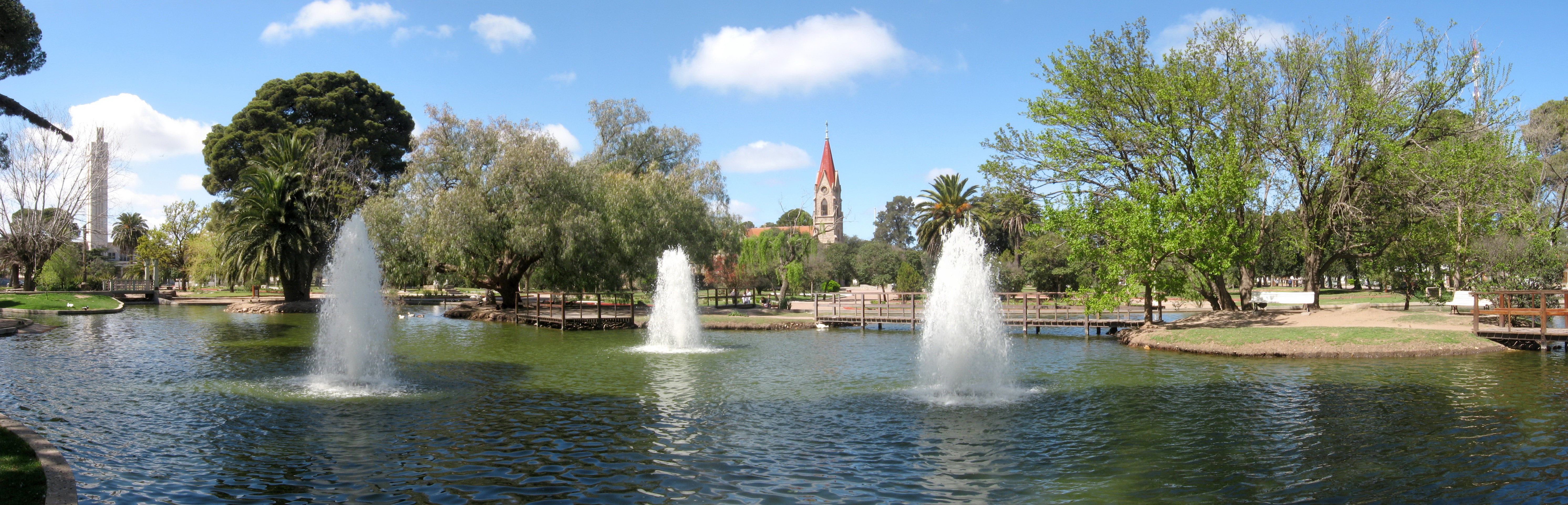
Panorama del Lago y la Iglesia Santa Rosa de Lima en el interior de la Plaza

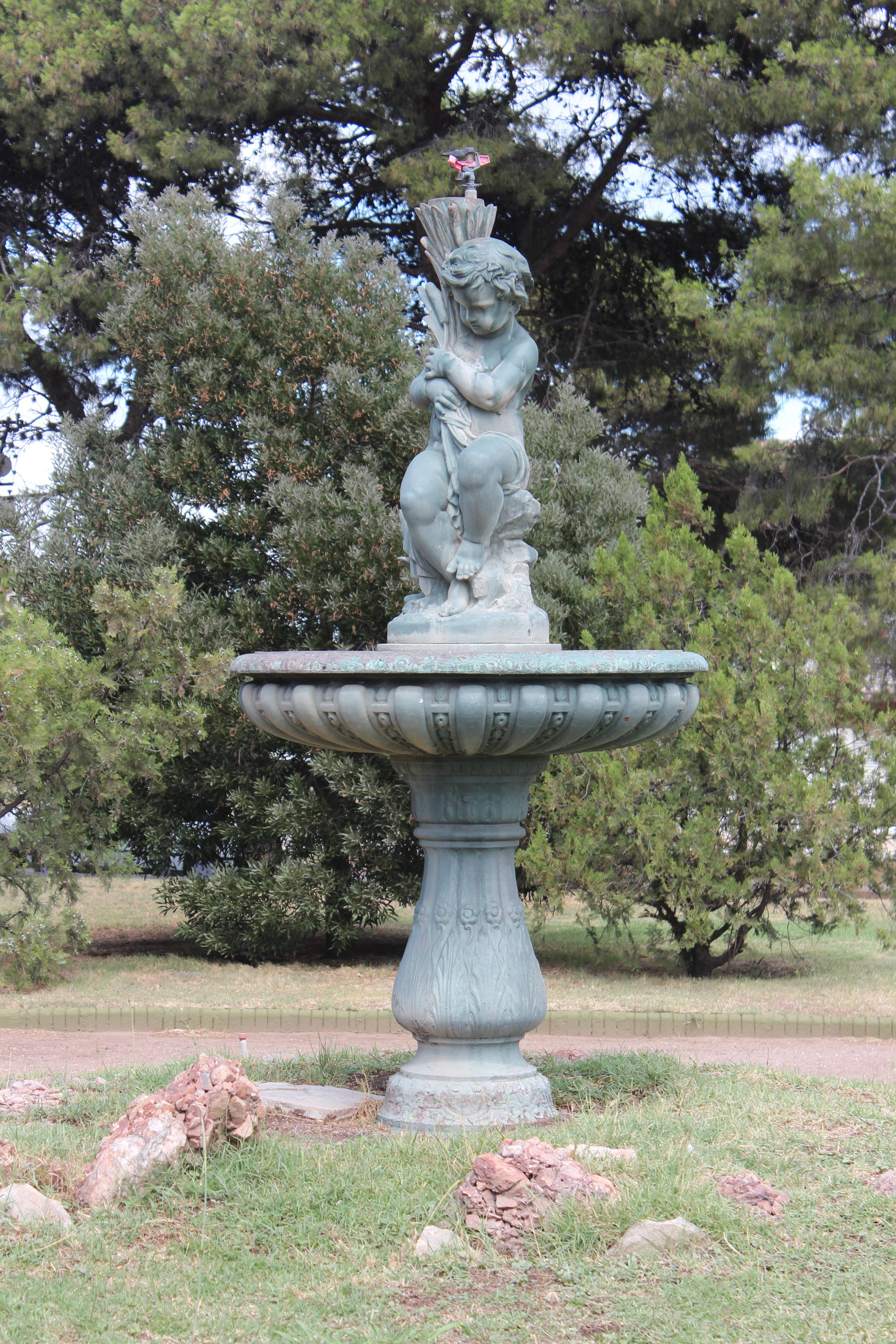
Fuente en el interior de la Plaza

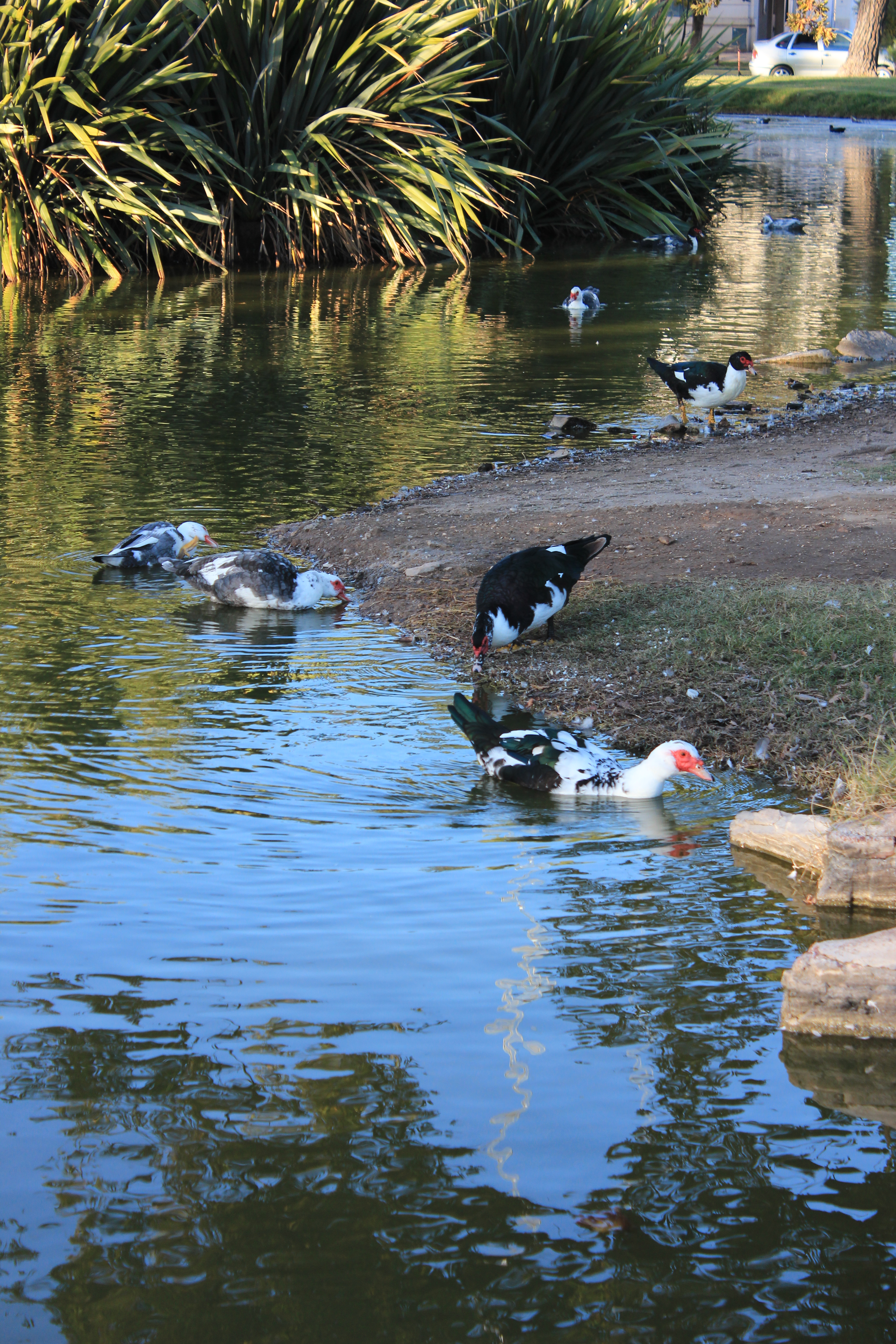
Detalle del Lago de la Plaza E. Tornquist

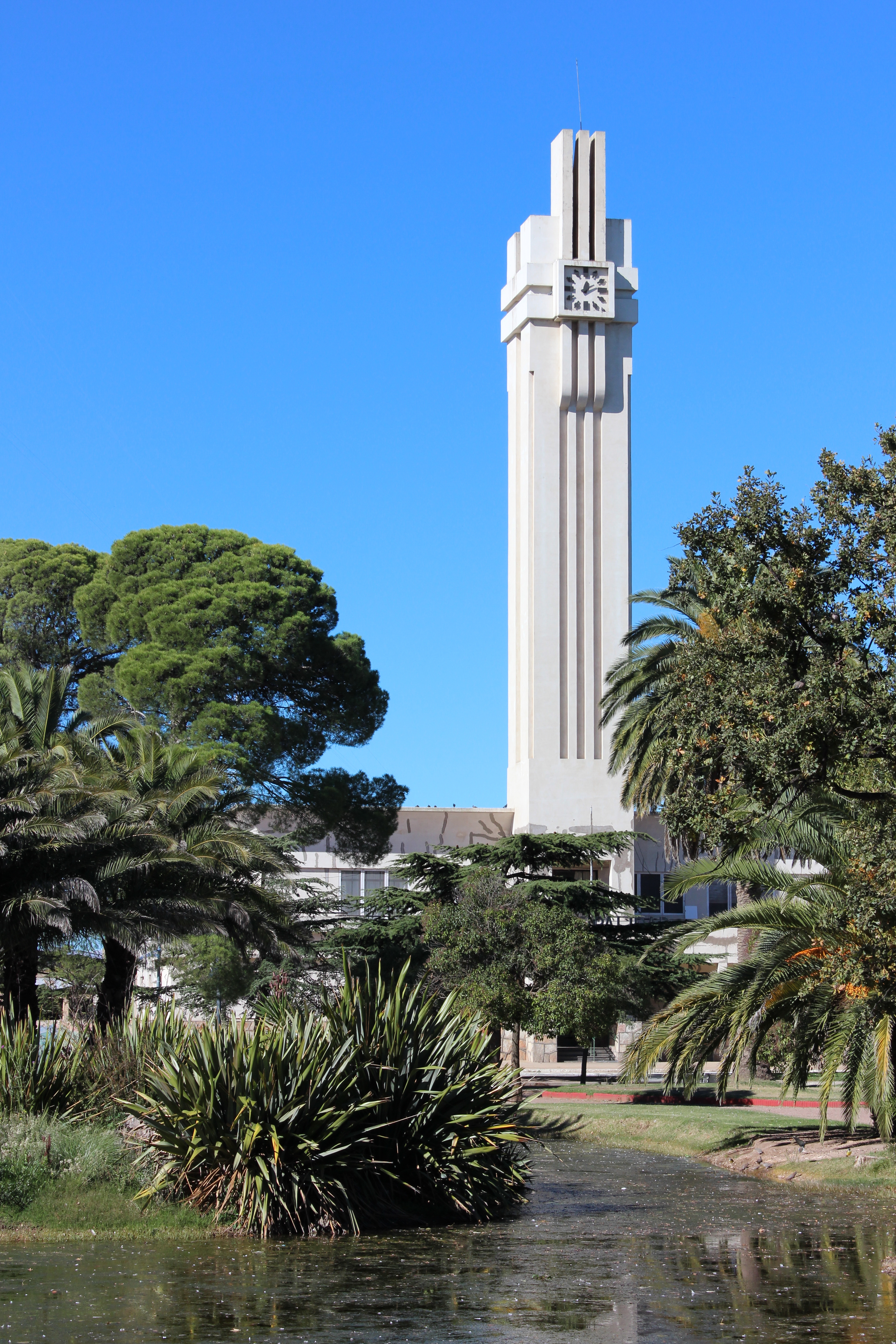
Vista de la Municipalidad de Tornquist desde el interior de la Plaza

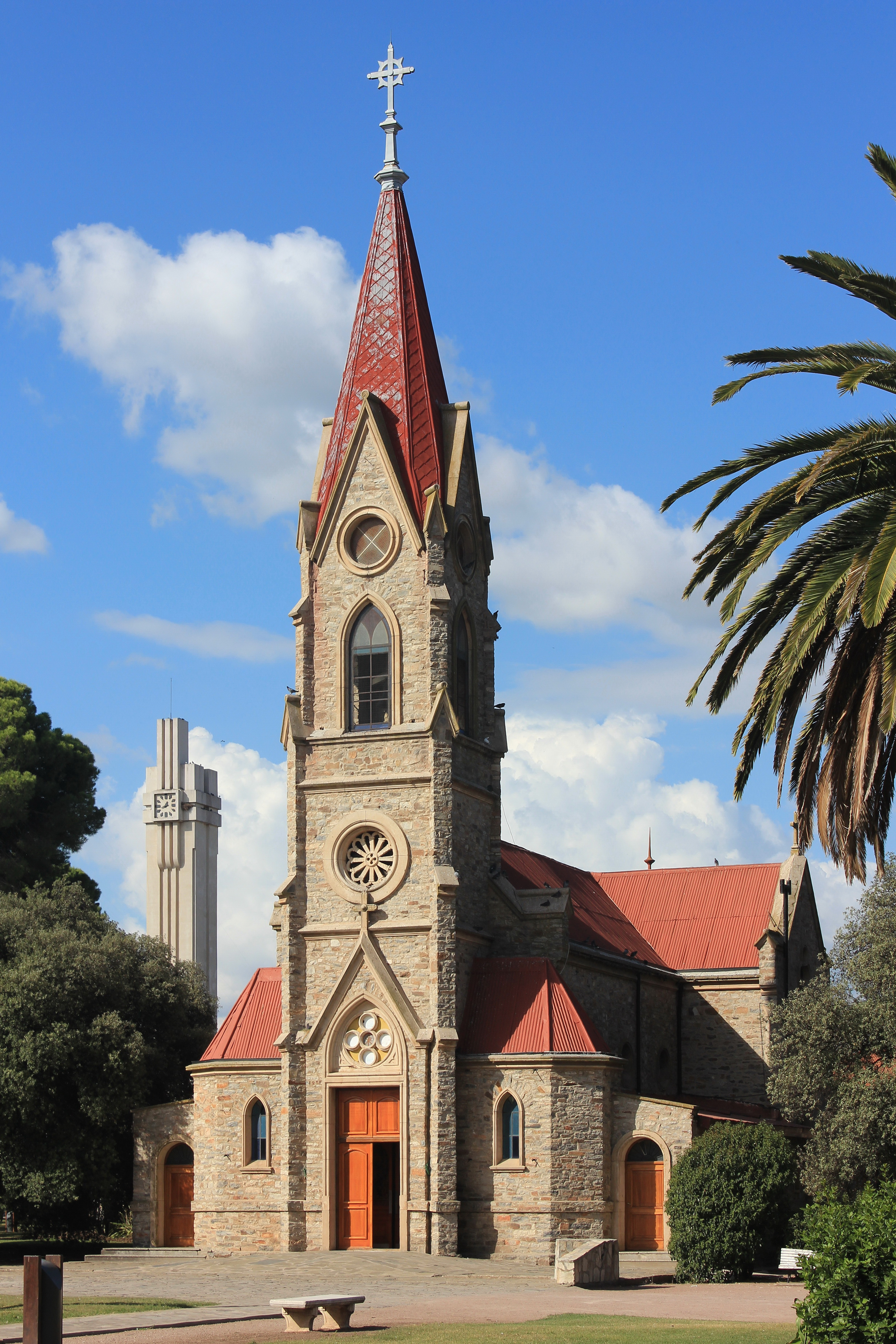
Vista de la Iglesia Santa Rosa de Lima, en el interior de la Plaza (Al fondo, la Torre de la Municipalidad)

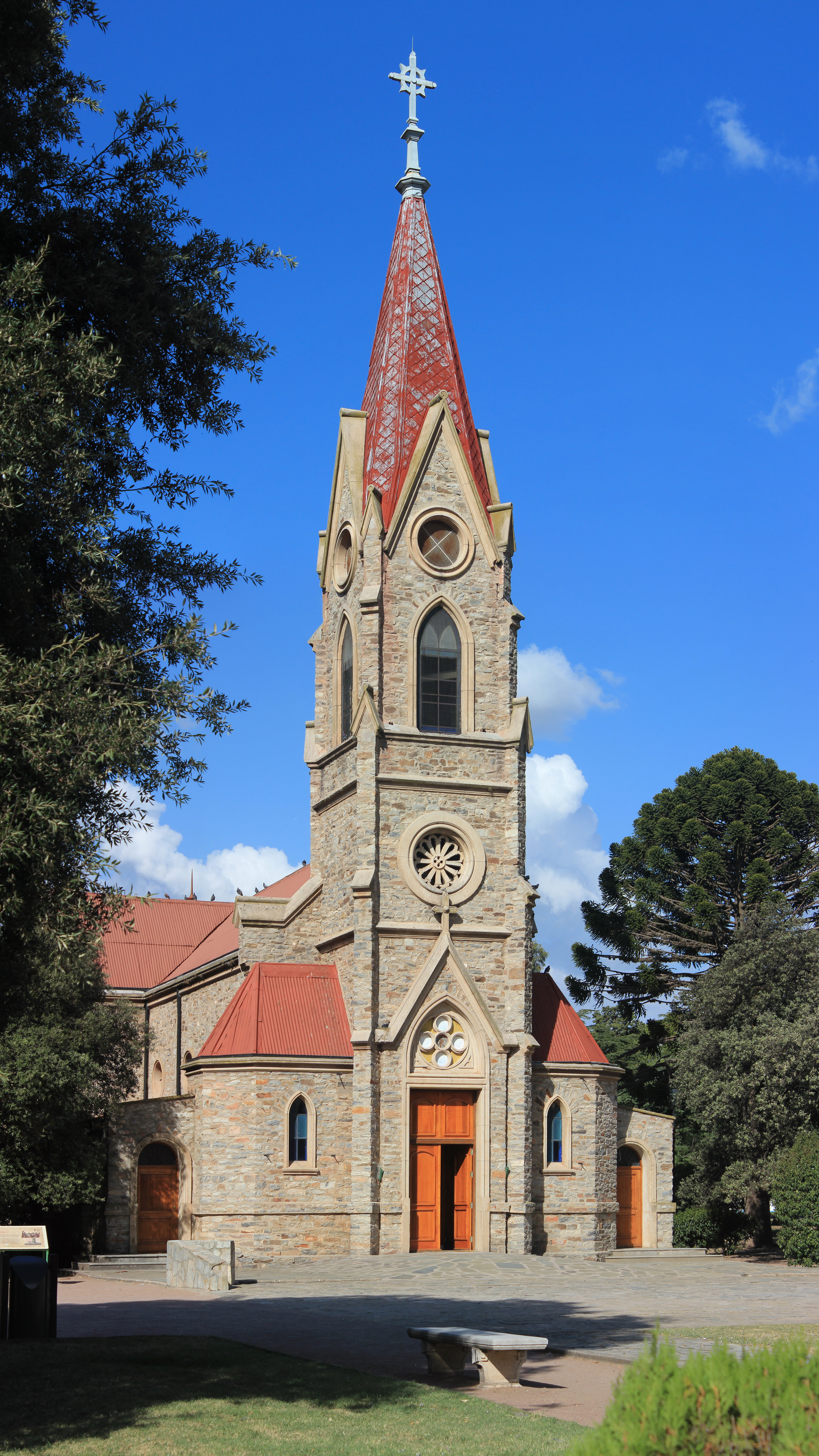
Vista de la Iglesia Santa Rosa de Lima

La Plaza Ernesto Tornquist se encuentra ubicada en la ciudad de Tornquist, cabecera del partido homónimo, Provincia de Buenos Aires, República Argentina.
Es el punto central de la ciudad y alrededor de ella se encuentran los edificios e instituciones más importantes. Combina varios estilos arquitectónicos como: el art decó, el neogótico, entre otros.

## Orígenes
Originalmente la plaza estaba compuesta por cuatro manzanas de 119 m por 90 m separadas por la hoy Av. E. Tornquist y la calle Italia. Inicialmente estaba previsto ubicar bordeando cada una de las mismas: la Municipalidad, Juzgado de Paz y Policía en la manzana NE; la Escuela N.º 1 en la SE; la iglesia con la habitación del cura en la NO; y la SE estaba destinada al Mercado municipal (finalmente esta idea no prosperó). Para entonces corría el año 1895.
En 1905 se iniciaron los trabajos de parquización según un proyecto del diseñador francés Carlos Thays contratado por el matrimonio Tornquist. El resultado fue la incorporación de algunas novedades en el tratamiento de estos espacios:
- Unificación de las cuatro manzanas en una única.
- La inclusión de la iglesia en el punto central del conjunto, mirando hacia la Estación.
- La apertura de un acceso curvo para carruajes hacia el atrio de la iglesia.

En 1907 Carlos Thays por entonces director general de Paseos Públicos de Capital Federal le envía una carta al Secretario del Intendente Manuel Láinez, sec. Santiago Carbone informándole las plantas que le había enviado a través del ferrocarril. Estas plantas eran: 110 Acacias blancas, 110 Álamos plateados, 40 Eucaliptus, 17 Pinus canariensis, 5 Pinus maritima, etc.
Lógicamente por falta de humectación, luz solar, escasez de aire, nutrientes, muchas de estas plantas no sobrevivieron al arduo viaje de Buenos Aires a Tornquist. Las plantas que si llegaron fueron plantadas perimetralmente a la plaza.
Ernesto Tornquist donante de las tierras, veía como lo que eran más que 4 míseras manzanas se convertían en ese momento en un parque de estilo franco-alemán. Argentina atravesaba un momento de política agro-exportadora por lo que los grandes latifundistas o terratenientes obtenían muchos dividendos. Esto beneficio a que la plaza se vaya embelleciendo y se puedan anexar edificios como la iglesia, la onerosa arboleda para esa época, entre otras cosas. Si bien el gobierno lo conformaba una oligarquía, tanto la ciudad de Tornquist como este patrimonio se vieron beneficiados y fue el tiempo de mayor auge en cuanto refiere a crecimiento.

## El lago
El advenimiento de la electricidad no le fue ajeno a la ciudad de Tornquist. Un ingeniero bahiense Francisco Marseillán implementó una usina eléctrica que podría suministrar energía a los habitantes y a los futuros residentes. La Municipalidad se hizo cargo del proyecto y comenzó la construcción de la usina. El proyecto se concretó en junio de 1922.
Si bien el proyecto del Ing. Marseillán representaba un adelanto para la comunidad, existía un problema; los motores de la dínamo eran enfriados con agua. Esta representaba una gran demanda de agua, por lo que entre 1921 y 1922 dos habitantes de la ciudad, Wedelin Loffler y Ricardo Kugler, tuvieron una gran idea. Esta idea consistía en la implementación de un lago artificial en la plaza que sirviera como refrigerante de los motores de la usina.
Esto responde a la idea errónea que los pobladores locales tienen sobre los motivos de la creación del lago. Por consecuencia de acciones como la de insertar islotes artificiales, puentes, fauna, flora e iluminación el lago pasa a ser un instrumento de refrigerio a uno o el lugar más bello de la plaza E. Tornquist.
La ornamentación del lago tiene sus pros y sus contras, no cabe duda de que la fauna y flora del lugar hace parecer que este espejo de agua artificial parezca natural; sin embargo la siguiente acción humanitaria de incluir más adornos a los ya instalados provocó desagrado en parte de la comunidad, el monumento referente a este desagrado es el tótem canadiense ubicado en uno de los islotes. Este tótem fue creado como motivo del día del aborigen, es cierto que representa a las comunidades aborígenes pero a las comunidades norteamericanas, no a los tehuelches, los pampas, los quilmes, etc., que son los indígenas que habitaron nuestro país.
En la década del ´90 se construyeron unos puentes Hº de estilo rústico, sin el arte arquitectónico que presentaban los antiguos puentes creados por el Ing. Francisco Salamone. Los mismos comunican la mayoría de los islotes y proporcionan otros caminos para atravesar el lago, además del central que impuso Salamone.

## Los monumentos
En la década de 1950 la plaza comienza a tener una idea monumentalista, y comienzan a erigirse varios monumentos.
Previamente el 2 de julio de 1911 se inaugura el monumento a E. Tornquist en homenaje a su fundador. Pero en el lapso que comprende los años 1950-1983 es donde se crean e inauguran numerosos monumentos y monolitos.
El 17 de agosto de 1950 se construye el monumento al General San Martín en conmemoración al aniversario de su fallecimiento.
Diez años después un 4 de noviembre se inaugura un monumento revocado por fuera en piedra laja. Esta obra hace alusión a la buena gobernación distrital que según los idealistas del proyecto se tenía por aquel entonces. Esta construcción no ha recibido un nombre oficial hasta el momento.
4 de noviembre de 1967 se estrena enfrentándose a los puentes diseñados por el Ing. Salamone el monolito “Homenaje a la madre del pueblo”.
El 25 de mayo de 1972 se construye el monumento a Domingo Faustino Sarmiento, esta obra está ubicada en un bulevar que separa la calle Ameghino en dos manos. Entre la plaza y la escuela N.º 1 de nombre homónimo al monumento nombrado.
Otro prócer que recibiría reconocimiento a través de una arquitectura en la plaza sería el Almirante Guillermo Brown. La misma se presentó un 17 de mayo de 1982.
Finalmente y hasta el momento la última construcción que representara un acontecimiento o un reconocimiento fue un mástil, de menores dimensiones que el creado por Salamone, conmemorando los 100 años de la fundación de Tornquist un 4 de noviembre de 1983. Aunque en realidad los últimos descubrimientos han demostrado que la verdadera fecha de la fundación de Tornquist fue un 17 de abril de 1883 y no un 4 de noviembre.

## Las obras de Francisco Salamone
Resulta casi imposible realizar un trabajo sobre plaza sin hacer referencia a las obras que realizó un ingeniero italiano entre 1937 y 1938.
Este ingeniero se llamaba Francisco Salamone. Fue contratado durante la intendencia de Pantaleón Echave. Una vez Salamone encontrándose en la ciudad se pone en marcha un plan denominado: Plan de Obra Pública Municipal. Que contemplaba la remodelación de la plaza por segunda vez. (La primera estuvo a cargo del diseñador Carlos Thays en 1905).
En este periodo se realizó:
- un sector de juegos para niños frente a la escuela N.º 1.
- un mástil de 21 m de alto.
- puentes de Hº Aº.
- la apertura de avenidas peatonales.
- el cierre del acceso para carruajes.
- 36 columnas de iluminación realizados íntegramente en marmolina.
- 30 bancos de igual material que las columnas.

Estas obras y otras realizadas en diversas ciudades han provocado, en gente aficionada al arte arquitectónico, la admiración por Salamone. Dándole una jerarquización que ni el mismo Salamone hubiera esperado. Por este motivo, entre otros, la plaza E. Tornquist es muy concurrida por turistas que pretenden observar de cerca las magistrales obras de este ingeniero.

## Últimas remodelaciones
En 1979 se realiza la construcción de una vereda perimetral realizada casi en su totalidad en piedra laja. Este sendero es utilizado por los transeúntes para diversos fines además del obvio de transitarlo como por ejemplo para realizar actividad física, paseo de mascotas, etc.

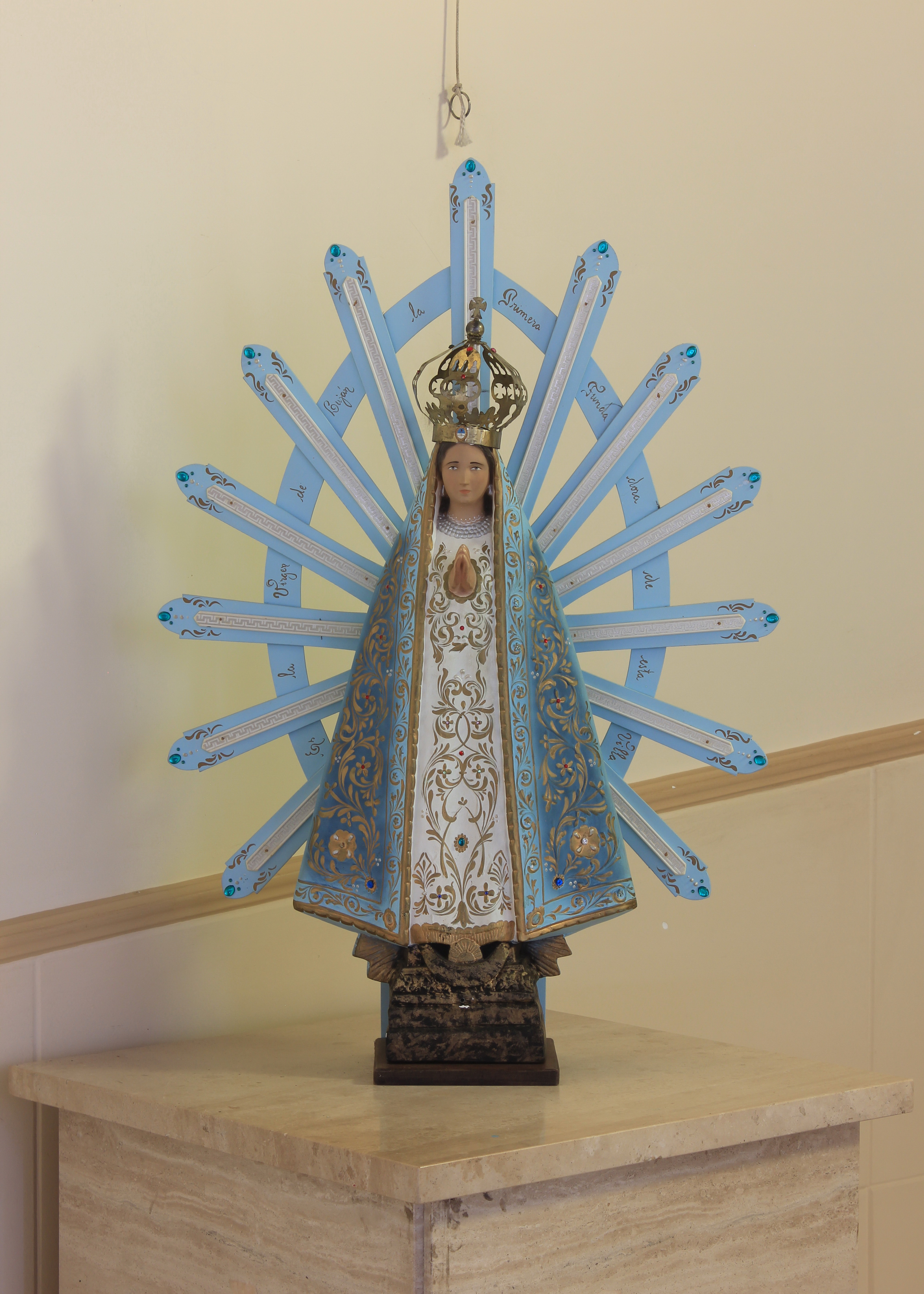
Virgen de Luján en el Altar de la Iglesia Santa Rosa de Lima

Como nombramos anteriormente en los ´90 comienza la construcción de los puentes de madera.
Ya iniciado el siglo XXI comienzan los planes de embellecimiento del sector norte. Se instaló una piedra dentro del lago que sirve como circulador del agua y además representa los pliegues de las sierras del sistema de Ventania. Se agregó mayor iluminación en los sectores lindantes al lago.
La Iglesia recibió mayor iluminación; aunque tenían luces que la enfrentaban, ahora los focos son de iodo que brindan una luz (que encandila si se la mira de frente) que permite una mejor visualización nocturna de la fachada de la Iglesia Santa Rosa de Lima.
También comenzaron a repintarse los canteros y se construyó en algunos sectores nuevamente la vereda.